# 오호촌
오호촌(於保村)은 시즈오카현 이와타군에 속해있던 촌이다. 
이와타시 남부, 대체로 이마노우라강 하류 우안(오오자코만 좌안)에 해당한다. 

## 역사
- 1889년 4월 1일 - 정촌제 시행에 의해 야마나군 오호촌이 성립하였다.
- 1896년 4월 1일 - 군 개편에 의해 이와타군에 속하게 되었다.
- 1957년 4월 1일 - - 오아자 시모오노사토・하마베 및 오하라의 일부가 이와타시에, 오아자 오주코, 미나미덴, 타로마신덴, 잇쇼쿠, 시오신덴, 우베에신덴 미나미덴이헤이신덴, 세이안신덴 및 오하라의 일부가 후쿠데정에 분할 편입해, 동일 오호촌은 폐지되었다.

## 참고문헌
- 角川日本地名大辞典 22 静岡県